# Solução de dois Estados
A Solução de dois Estados é um projeto de criação e de coexistência pacífica dos Estados independentes de Israel e da Palestina que visa acabar com as disputas de soberania política, territorial e militar na região. No entanto, não há consenso sobre os termos desta proposta. Enquanto algumas organizações políticas palestinas, como a Organização para a Libertação da Palestina (OLP), reconhecem a legitimidade e a soberania de Israel, outras, como o Hamas, pretendem a existência apenas de um Estado Palestino. Já Israel reconhece a Autoridade Nacional Palestina (ANP) como administradora dos territórios palestinos, mas não reconhece a legitimidade da Palestina, e por isso segue com planos de anexação dos territórios nomeadamente palestinos.

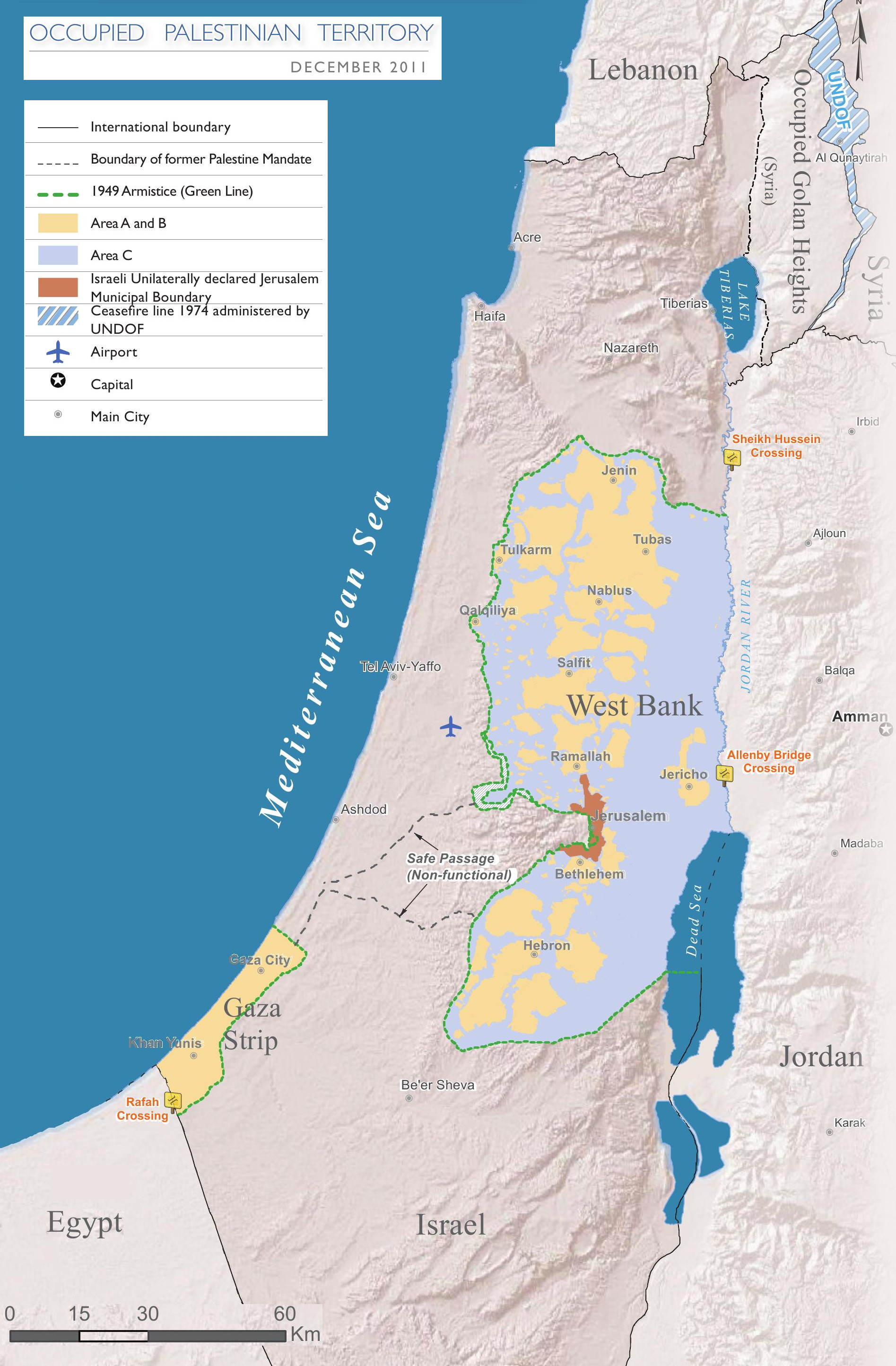
Mapa da Cisjordânia e da Faixa de Gaza, 2011. Chegar a um acordo sobre fronteiras aceitáveis é uma grande dificuldade para a solução de dois estados.

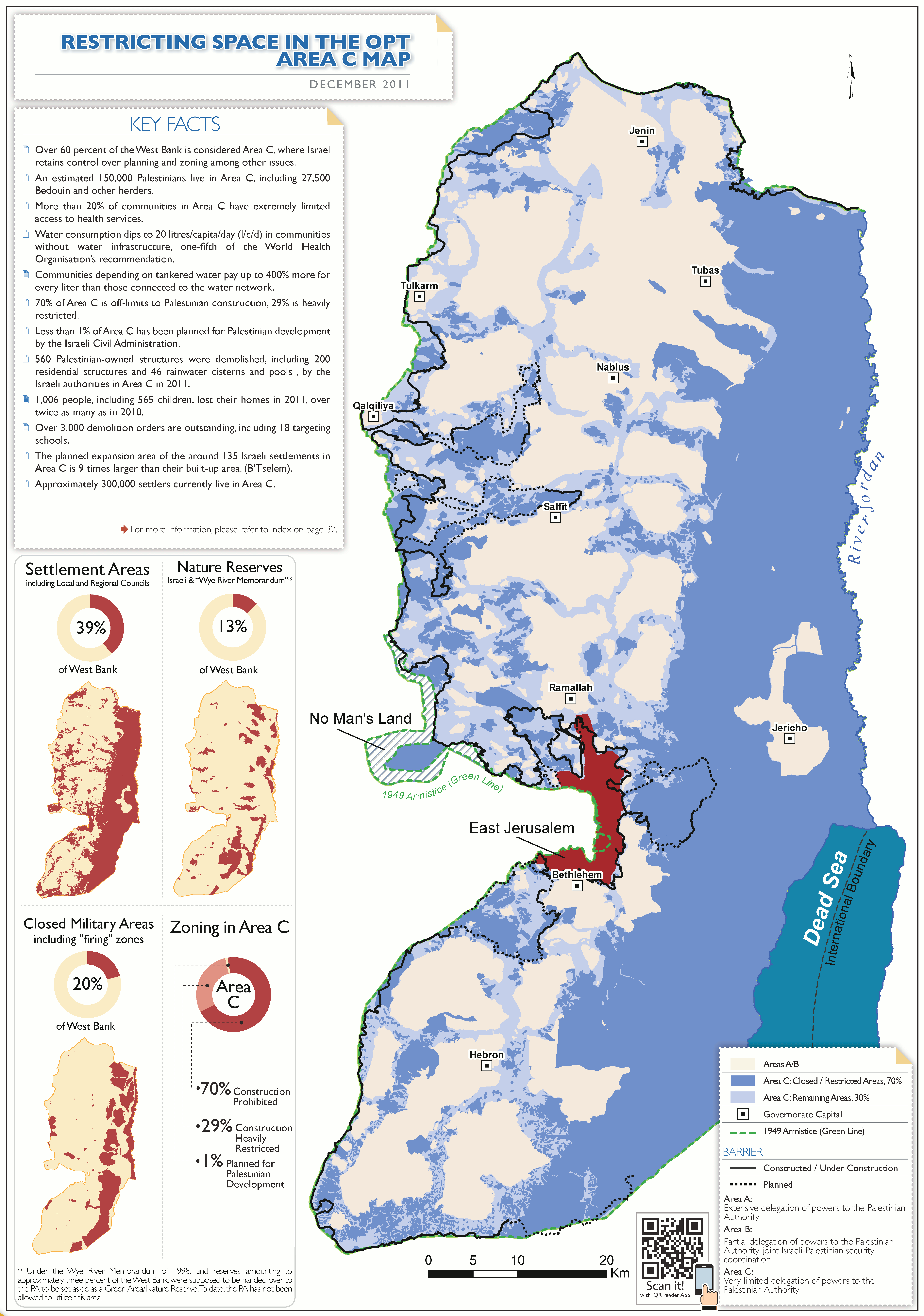
Área C da Cisjordânia, controlada por Israel, em azul e vermelho, dezembro de 2011

Segundo essa hipótese, a solução do conflito residiria na criação de dois Estados separados na parte ocidental da Palestina histórica — um judeu e o outro árabe. Aos árabes residentes na Cisjordânia ou na Faixa de Gaza seria dada a cidadania do novo Estado palestino. Tal cidadania seria oferecida  também aos refugiados palestinos. Quanto aos árabes residentes em Israel, teriam a oportunidade de escolher entre a cidadania israelense ou palestina. A possível fronteira definitiva entre os dois Estados ainda é alvo de disputas e negociações, com lideranças palestinas e árabes reclamando as "fronteiras pré-1967", o que não é aceito por Israel, que reclama para si o território do antigo Mandato Palestino (incluindo Jerusalém).
Em 1974, uma resolução da Organização das Nações Unidas (ONU) sobre a "Solução pacífica da questão da Palestina" exigia "dois Estados, Israel e a Palestina, lado a lado dentro de fronteiras seguras e reconhecidas" junto com "uma resolução justa para a questão dos refugiados em conformidade com a Resolução 194 da ONU ". As fronteiras do Estado da Palestina seriam baseadas nas "fronteiras pré-1967", ou seja, as fronteiras anteriores à Guerra dos Seis dias. A última resolução, em novembro de 2013, foi aprovada por 165 a 6, com 6 abstenções; com Israel e Estados Unidos votando contra.
A liderança palestina adotou o conceito desde a Cúpula Árabe de 1982 em Fez. Israel vê movimentos de líderes palestinos para obter o reconhecimento internacional de um Estado da Palestina como sendo uma ação unilateral dos palestinos e inconsistente com uma solução negociada de dois Estados.
Pesquisas têm mostrado persistentemente que a maioria dos israelenses e palestinos é a favor de um acordo de dois Estados.
Houve muitos esforços diplomáticos para concretizar uma solução de dois Estados, iniciados a partir da Conferência de Madrid, em 1991. Seguiram-se os Acordos de Oslo de 1993 e o fracasso da Cúpula de Camp David de 2000, continuados pelas negociações de Taba no início de 2001. Em 2002, a Liga Árabe propôs a Iniciativa de Paz Árabe, seguida pelas Negociações de paz de 2013, que também falharam. Em janeiro de 2020 a situação voltou ao foco internacional a partir da divulgação do "Plano de Paz para Israel e a Palestina", proposto pela administração de Donald Trump.

## História da solução de dois Estados
A primeira proposta para a criação de Estados judeus e árabes no Mandato Britânico da Palestina foi feita no relatório da Comissão Peel de 1937, com o Mandato continuando a cobrir apenas uma pequena área contendo Jerusalém. A proposta de partição recomendada foi rejeitada pela comunidade árabe da Palestina, e foi aceita pela maioria da liderança judaica.
A partição foi novamente proposta pelo plano de partição da ONU de 1947 para a divisão da Palestina. Este plano propôs uma divisão de três vias, novamente com Jerusalém mantida separadamente, sob controle internacional. O plano de partição foi aceito pela liderança judaica. No entanto, o plano foi rejeitado pela liderança das nações árabes e pela liderança palestina, que se opôs a qualquer partição da Palestina e qualquer presença judaica independente na área. A guerra árabe-israelense de 1948 pelo controle das terras em disputa estourou no final do mandato britânico, que chegou ao fim com os acordos de armistício de 1949 . A guerra resultou na fuga ou expulsão de 711.000 palestinos, conhecida pelos palestinos como Nakba, dos territórios que se tornaram o Estado de Israel.

### Resolução 242 da ONU e o reconhecimento dos direitos palestinos
Após a guerra árabe-israelense de 1967, o Conselho de Segurança das Nações Unidas aprovou por unanimidade a resolução 242 pedindo a retirada israelense dos territórios ocupados durante a guerra, em troca da "rescisão de todas as reivindicações ou estados de beligerância" e "reconhecimento de soberania, integridade territorial e independência política de todos os Estados da região”. A Organização para a Libertação da Palestina (OLP), formada em 1964, criticou fortemente a resolução, dizendo que ela reduzia a questão da Palestina a um problema de refugiados.
Em setembro de 1974, 56 Estados Membros propuseram que "a questão da Palestina" fosse incluída como um item da agenda da Assembléia Geral. Em uma resolução adotada em 22 de novembro de 1974, a Assembleia Geral afirmou os direitos palestinos, que incluíam o "direito à autodeterminação sem interferência externa", "o direito à independência e soberania nacional" e o "direito de retornar para suas casas e propriedade". Esses direitos têm sido afirmados todos os anos desde então.

### Aceitação da solução de dois Estados pela OLP
A primeira indicação de que a OLP estaria disposta a aceitar uma solução de dois Estados, pelo menos provisoriamente, foi articulada por Said Hammami em meados da década de 1970.
Resoluções do Conselho de Segurança datadas de junho de 1976 apoiando a solução de dois Estados com base nas linhas pré-1967 foram vetadas pelos Estados Unidos, que apoiavam uma solução de dois Estados, mas argumentavam que as fronteiras deveriam ser negociadas diretamente pelas partes. A ideia teve apoio esmagador na Assembleia Geral da ONU desde meados da década de 1970.
A Declaração de Independência Palestina de 15 de novembro de 1988, que fazia referência ao Plano de Partição da ONU de 1947 e às "resoluções da ONU desde 1947" em geral, foi interpretada como um reconhecimento indireto do Estado de Israel e apoio a uma solução de dois Estados. O Plano de Partição foi invocado para dar legitimidade ao Estado Palestino. Os esclarecimentos subsequentes foram feitos para equivaler ao primeiro reconhecimento palestino explícito de Israel.
Em 1993, em carta enviada ao Primeiro Ministro de Israel Yitzhak Rabin, Yasser Arafat, na época Presidente da OLP, reafirmou o compromisso da Organização com a negociação de paz no Oriente Médio, com o reconhecimento do direito do Estado de Israel de existir em paz e segurança e com uma resolução pacífica do conflito entre as duas partes, alem de declarar que todas as questões pendentes relativas ao status permanente deveriam ser resolvidas por meio de negociações entre as duas partes. Em resposta, Israel reconheceu a OLP como a representante legítima do povo palestino.

## Esforços diplomáticos

### Iniciativas
Em 1975, a Assembléia Geral estabeleceu o Comitê sobre o Exercício dos Direitos inalienáveis do povo palestino. Em 1976, o Comitê apresentou dois conjuntos de recomendações, um relacionado com o direito dos palestinos de retornar a suas casas e propriedades, e outro com seus direitos à autodeterminação, independência nacional e soberania. O Conselho de Segurança discutiu as recomendações, mas não conseguiu chegar a uma decisão devido ao voto negativo dos Estados Unidos.
Após o início da Primeira Intifada em 1987, um trabalho diplomático considerável foi iniciado na negociação de uma solução de dois Estados entre as partes, começando com a Conferência de Madrid em 1991. A mais significativa dessas negociações foram os Acordos de Oslo, que oficialmente dividiram a terra palestina em três divisões administrativas e criaram a estrutura para o funcionamento das fronteiras políticas de Israel com os territórios palestinos hoje. Os Acordos culminaram na Cúpula de Camp David de 2000 e nas negociações subsequentes em Taba em janeiro de 2001, mas nenhum acordo final foi jamais alcançado. A violenta eclosão da Segunda Intifada em 2000 demonstrou a desilusão do público palestino com os Acordos de Oslo e convenceu muitos israelenses de que as negociações foram em vão.

Reconhecimento apenas de Israel
Reconhecimento de Israel e do Estado da Palestina
Reconhecimento apenas da Palestina

Possíveis soluções de dois Estados foram discutidas por líderes sauditas e americanos. Em 2002, o príncipe herdeiro (rei até janeiro de 2015) Abdullah, da Arábia Saudita, propôs a Iniciativa de Paz Árabe, que conquistou o apoio unânime da Liga Árabe, enquanto os líderes israelenses se recusam continuamente a discutir a iniciativa. O presidente Bush anunciou seu apoio a um Estado palestino, abrindo caminho para a Resolução 1397 do Conselho de Segurança das Nações Unidas, apoiando uma solução de dois Estados.
Na Conferência de Annapolis em novembro de 2007, três partidos principais - OLP, Israel e os EUA - concordaram com uma solução de dois estados como esboço para negociações. No entanto, a cúpula não conseguiu chegar a um acordo.
Após o conflito que eclodiu entre os dois principais partidos palestinos, Fatah e Hamas, o Hamas assumiu o controle da Faixa de Gaza, dividindo a Autoridade Palestina em duas instituições, cada uma afirmando ser a verdadeira representante do povo palestino. O Fatah controlava a Autoridade Nacional Palestina na Cisjordânia e o Hamas governava em Gaza.
As iniciativas mais recentes foram as negociações de paz entre israelenses e palestinos em 2013, sob a orientação de John Kerry, o secretário de Estado dos Estados Unidos e o Plano de Paz para Israel e a Palestina, feito pela administração de Donald Trump. Essas negociações também não chegaram a um acordo.

### Viabilidade
Em 2010, quando as negociações diretas foram programadas para serem reiniciadas, o crescimento contínuo dos assentamentos israelenses na Cisjordânia e o forte apoio contínuo dos assentamentos pelo governo israelense reduziram muito a terra e os recursos que estariam disponíveis para um Estado palestino, criando dúvidas entre os palestinos e para os israelenses de esquerda que uma solução de dois Estados continuou a ser viável. Em janeiro de 2012, o relatório dos Chefes de Missão da União Europeia sobre Jerusalém Oriental concluiu que as atividades contínuas de assentamento de Israel e a situação frágil da população palestina em Jerusalém Oriental, bem como na área C, estavam tornando uma solução de dois Estados menos provável. O Ministério das Relações Exteriores de Israel rejeitou este relatório da União Europeia (UE), alegando que era "baseado em uma representação parcial, tendenciosa e unilateral das realidades locais". Em maio de 2012, o conselho da UE sublinhou a sua "profunda preocupação com os desenvolvimentos no terreno que ameaçam tornar impossível uma solução de dois Estados".
Em 29 de novembro de 2012, a Assembleia Geral da ONU votou por 138 a 9, com 46 abstenções, para reconhecer a Palestina como um "Estado observador não membro". No dia seguinte, o primeiro-ministro israelense Benjamin Netanyahu anunciou a construção de 3.000 novas casas em um terreno a leste de Jerusalém Oriental, em uma área conhecida como "E-1". A medida foi imediatamente criticada por vários países, incluindo os Estados Unidos, com embaixadores israelenses sendo convocados pessoalmente para reuniões com representantes governamentais no Reino Unido, França e Alemanha, entre outros. A decisão de Israel de construir as casas foi descrita pelo governo Obama como "contraproducente", enquanto a Austrália disse que os planos de construção "ameaçam a viabilidade de uma solução de dois Estados". Isso porque eles afirmam que os assentamentos na área E-1 dividiriam fisicamente as terras sob o controle da Autoridade Nacional Palestina (ANP) em duas, já que a extensão da autoridade do ANP não se estende até o Rio Jordão e o Mar Morto. O Partido Trabalhista de Israel expressou apoio à solução de dois Estados, com Isaac Herzog afirmando que seria "do interesse de Israel".
Em março de 2015, Netanyahu declarou que um estado palestino não seria estabelecido durante sua administração, e também afirmou que desaprovava a solução do Estado Único para o conflito em curso entre duas pessoas.
Após o polêmico reconhecimento de Jerusalém pela administração Trump em favor de Israel em dezembro de 2017, as autoridades palestinas disseram que a mudança de política "destrói o processo de paz" e a decisão indiretamente significava que os Estados Unidos estavam "abdicando de seu papel como mediador de paz" e "deixando de atuar como mediador no processo de paz" uma vez que haviam se tornado parte da disputa em vez de intercessor neutro para as negociações.

## O Plano de Paz para Israel e a Palestina

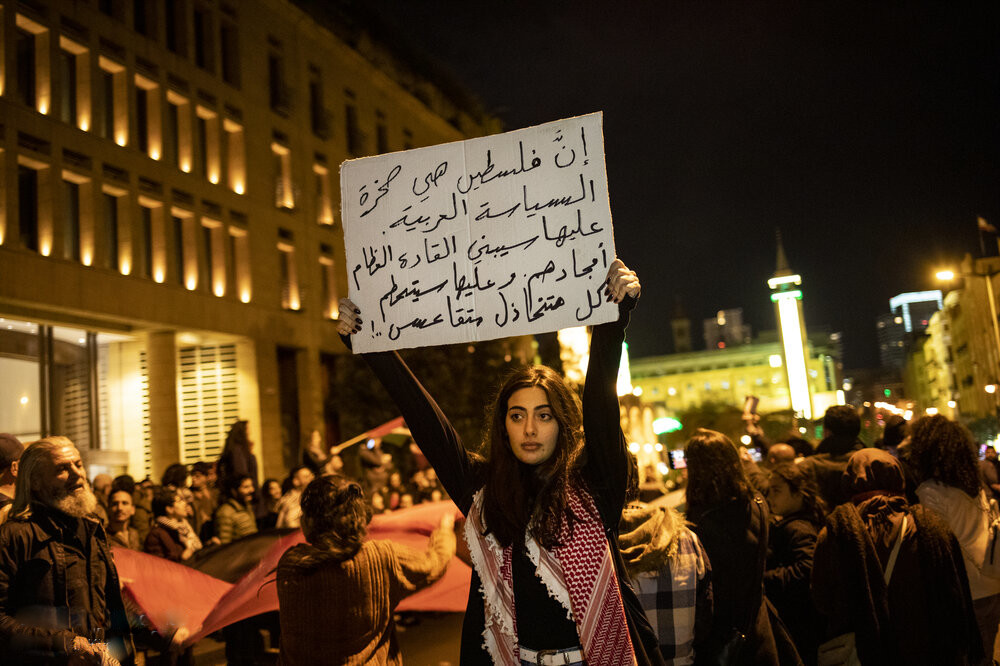
Protesto na Praça dos Mártires, no Líbano, contra o Plano de Paz de Donald Trump, 30 de janeiro de 2020.

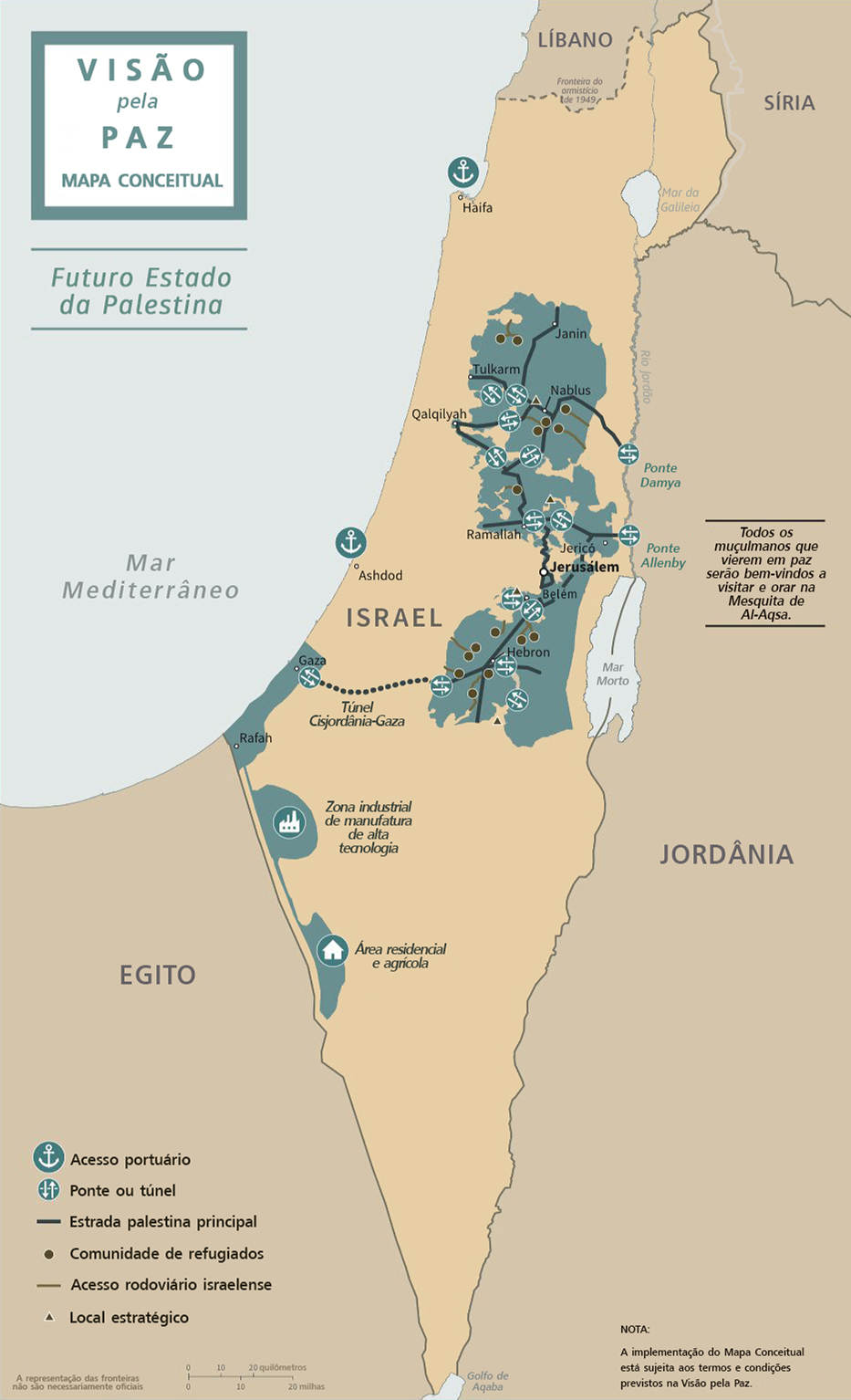
O plano de paz de Trump para a criação do Estado da Palestina.

Em 28 de janeiro de 2020, a administração de Donald Trump divulgou o chamado "Plano de Paz para Israel e a Palestina", também conhecido como "O acordo do século", um documento de 181 páginas contendo um mapa conceitual de como estariam divididos os dois Estados caso as autoridades palestinas aceitassem o acordo. O plano foi revelado por Trump e o Primeiro Ministro de Israel, Benjamin Netanyahu, e nenhuma autoridade palestina foi convidada para as negociações. O presidente norte-americano chamou a plano de "uma solução realista de Dois Estados".
Seus principais pontos são:
- Toda Jerusalém e seus arredores imediatos permanecem sob controle israelense. Jerusalém continua a ser a capital indivisa de Israel. Os palestinos podem estabelecer uma capital no leste da cidade.[38]
- A Faixa de Gaza permanece distante do resto do território palestino, mas seria conectada à Cisjordânia por meio de um túnel sob o território israelense.[39]
- O Estado palestino teria acesso às instalações portuárias em duas cidades portuárias israelenses, Ashdod e Haifa.[38]
- O Estado Palestino deve desarmar a autoridade governante da Faixa de Gaza, Hamas, junto com o Movimento da Jihad Islâmica na Palestina e todos os palestinos sob sua autoridade.[39]
- Não haverá direito de retorno de nenhum refugiado palestino ou de seus descendentes a Israel.[39]
- Injeção de US$ 50 bilhões para a Palestina para gerar 1 milhão de empregos.[40]

O plano foi imediatamente rejeitado por autoridades palestinas, que argumentam que Trump possui relações estreitas com Israel, e que suas ações são enviesadas. O líder do Hamas, Ismail Haniyah, proclamou publicamente seu apoio ao presidente palestino, Mahmoud Abbas, seu oponente político, na luta contra o plano. Protestos contra o projeto foram noticiados em Ramala e em Gaza.
Políticos, associações e organizações pró-palestina ao redor do mundo argumentaram que o plano era injusto com os palestinos, não só por os deixar fora de qualquer elaboração, mas também caracterizando-o como "apartheid", pois "valida quase todas as reivindicações israelenses e deixa os palestinos com os restos que Israel pode ficar sem". O Irã criticou o plano, chamando-o de "imposição unilateral", e a Liga Árabe foi convocada com urgência para discutir o plano.
Aliados dos Estados Unidos no Oriente Médio, por outro lado, defenderam o acordo. Os Emirados Árabes Unidos (EAU) argumentam que "o acordo protege os interesses palestinos ao condicioná-lo ao acordo de Israel de não prosseguir com a anexação de terras na Cisjordânia." Já a Arábia Saudita "aprecia" os esforços de paz de Trump na região.

## Assentamentos e muro na Cisjordânia
As resoluções da ONU afirmam a ilegalidade dos assentamentos israelenses na Cisjordânia, incluindo Jerusalém Oriental. Israel mantém sua ocupação em partes da Cisjordânia desde o fim da Guerra dos Seis Dias. Foram feitas propostas para mais de 50 indenizações pós-evacuação de colonos por propriedades abandonadas, como ocorreu após a retirada de Israel de assentamentos de Gaza em 2005 e da Península do Sinai em 1982. Alguns assentados nessas retiradas anteriores foram removidos à força pelas Forças de Defesa de Israel (FDI).
Em dezembro de 2016, a Resolução 2334 do Conselho de Segurança das Nações Unidas foi formalmente aprovada como a condenação contra o assentamento israelense na Cisjordânia.
Em 18 de novembro de 2019 os Estados Unidos deixaram de considerar ilegais os assentamentos israelenses na Cisjordânia. Em 1978, durante o mandato do então presidente Jimmy Carter, os assentamentos civis israelenses nos territórios palestinos ocupados foram classificados como "incompatíveis com o direito internacional". O secretário de Estado dos EUA, Mike Pompeo, afirmou que a nova posição do país apenas enfatiza que os Estados Unidos "não expressam nenhuma opinião". Após a mudança estadunidense, Israel anunciou um novo assentamento na cidade de Hebron, na Cisjordânia.
A União Europeia, a ONU e outras entidades reiteraram o caráter ilegal dos assentamentos, argumentando que estes violam, principalmente, as Convenções de Genebra, que estabelecem parâmetros para o tratamento de pessoas no Direito Internacional.
Além da ocupação civil da Cisjordânia através da construção de moradias para israelenses em territórios palestinos, Israel também construiu uma barreira física que passa em torno e por dentro dos Territórios Palestinos Ocupados (Cisjordânia e Jerusalém Oriental), o Muro da Cisjordânia. Por um lado, autoridades Israelenses justificam sua contínua expansão sob o pretexto de evitar ataques terroristas em Israel, e veem a barreira como um obstáculo temporário que poderia ser removido assim que um acordo de paz com os palestinos fosse assinado e os ataques a Israel cessassem. Por outro lado, para a ONU, a construção e a manutenção do muro são violações do direito internacional, uma vez que este impõe "severas restrições à liberdade de movimento dos palestinos que vivem na Cisjordânia". Foi declarado ilegal pelo Tribunal Internacional de Justiça de Haia em 2004.

## Opinião pública em Israel e na Palestina

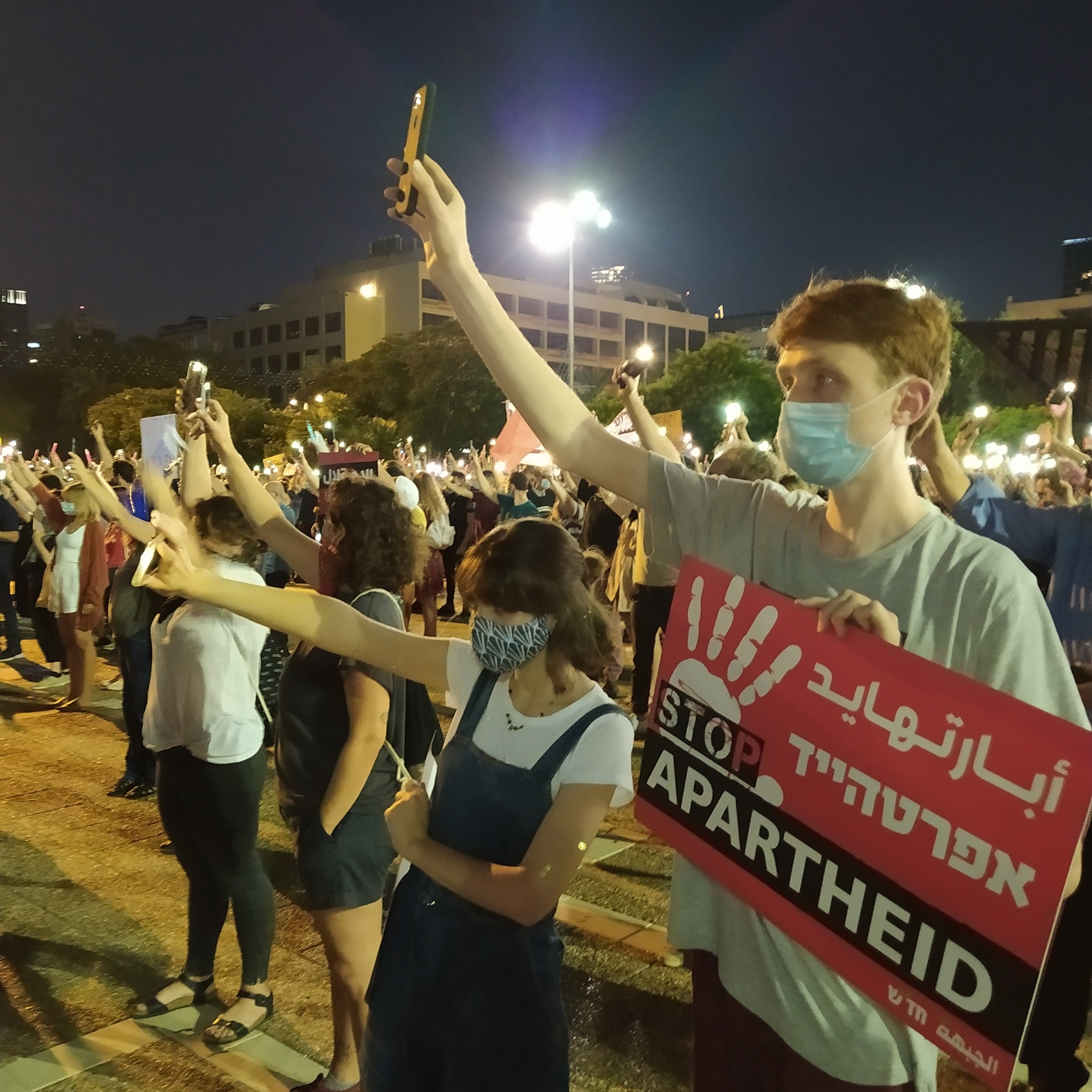
Manifestação contra a anexação israelense da Cisjordânia, Praça Rabin, Tel Aviv-Yafo, 6 de junho de 2020.

Muitos palestinos e israelenses, assim como a Liga Árabe, declararam que aceitariam uma solução de dois Estados baseada nos Acordos de Armistício de 1949, mais comumente chamados de "fronteiras de 1967". Em uma pesquisa de 2002 conduzida pelo Programa de Atitudes Políticas Internacionais, 72% dos palestinos e israelenses apoiaram na época um acordo de paz baseado nas fronteiras de 1967, desde que cada grupo pudesse ter a certeza de que o outro lado cooperaria em fazer as concessões necessárias para tal assentamento. Uma pesquisa Gallup de 2013 encontrou 70% dos palestinos na Cisjordânia e 48% dos palestinos na Faixa de Gaza, junto com 52% dos israelenses apoiando "um estado palestino independente junto com o estado de Israel".
O apoio para uma solução de dois Estados varia de acordo com a forma como a pergunta é formulada. Alguns jornalistas israelenses sugerem que os palestinos não estão preparados para aceitar um Estado judeu em quaisquer termos. De acordo com uma pesquisa, "menos de 2 em cada 10 árabes, palestinos e todos os outros, acreditam no direito de Israel de existir como uma nação com maioria judaica". Outra pesquisa, entretanto, invocada pelo Departamento de Estado dos EUA, sugere que "78% dos palestinos e 74% dos israelenses acreditam que um acordo de paz que leve os dois Estados a viverem lado a lado como bons vizinhos" é "essencial ou desejável".
Em uma pesquisa de 2007, quase três quartos dos palestinos entrevistados na Cisjordânia e na Faixa de Gaza aprovaram uma solução binacional ou de dois Estados; 46% preferiram a solução de dois Estados e 26% preferiram a Solução de Estado Único. O apoio é menor entre os palestinos mais jovens; A secretária de Estado dos Estados Unidos, Condoleezza Rice, observou: "Cada vez mais, os palestinos que falam sobre uma solução de dois Estados têm a minha idade". Uma pesquisa realizada antes da eclosão dos combates em 2014 pelo Instituto de Washington para Política do Oriente Médio descobriu que 60% dos palestinos dizem que o objetivo de seu movimento nacional deveria ser "trabalhar para recuperar toda a Palestina histórica do rio ao mar", comparados a apenas 27% que endossam a ideia de que devem trabalhar "para acabar com a ocupação da Cisjordânia e de Gaza e alcançar uma solução de dois Estados". O Instituto diz que "esta é uma nova descoberta em comparação com perguntas semelhantes (mas não idênticas) feitas no passado, quando o suporte para uma solução de dois Estados normalmente variava entre 40-55%".
A solução de dois Estados também conta com o apoio da maioria nas pesquisas israelenses, embora tenha havido alguma erosão em suas perspectivas ao longo do tempo. Uma pesquisa de 2014 do Haaretz perguntando "Considere que, na estrutura de um acordo, a maioria dos colonos é anexada a Israel, Jerusalém será dividida, os refugiados não retornarão a Israel e haverá um acordo de segurança estrito, você apoiaria este acordo?", apenas 35% dos israelenses disseram que sim.

## Outras soluções

### A Solução do Estado Único
A Solução do Estado Único garantiria direitos de cidadania iguais para todos os habitantes, independentemente da etnicidade ou da religião.

### O Plano Allon
O Plano Allon, também conhecido como a "solução não-estadual", de 1968, planejava a partição da Cisjordânia entre Israel e Jordânia: o primeiro manteria o controle do Vale do Jordão, estrategicamente importante, junto com um corredor ligando-o a Jerusalém, enquanto o último ganharia o controle de duas áreas não contíguas na parte ocidental do Cisjordânia. O plano nunca foi oficialmente adotado, mas serviu de modelo para a política israelense na Cisjordânia nos anos subsequentes.

### A Solução de Três Estados
A solução de três Estados foi proposta como outra alternativa. O New York Times relatou que o Egito e a Jordânia estavam preocupados em ter que retomar a responsabilidade por Gaza e a Cisjordânia. Com efeito, o resultado seria Gaza retornando ao domínio egípcio e a Cisjordânia à Jordânia.

### Proposta de dupla cidadania
Uma série de propostas para a concessão de cidadania palestina ou autorizações residenciais a colonos judeus em troca da remoção de instalações militares israelenses da Cisjordânia foram apresentadas por indivíduos como Arafat, Ibrahim Sarsur  e Ahmed Qurei. Arafat, quando questionado, afirmou "Estou com o processo de paz. Procuramos alcançar uma verdadeira paz entre os dois povos”.
O ministro israelense Moshe Ya'alon disse em abril de 2010 que "assim como os árabes vivem em Israel, também os judeus deveriam poder viver na Palestina. Se estamos falando sobre coexistência e paz, por que a insistência [palestina] para que o território que recebem seja etnicamente limpo de judeus?".
A ideia foi expressa tanto por defensores da solução de dois Estados quanto por apoiadores dos colonos e correntes conservadoras ou fundamentalistas no judaísmo israelense que, embora se oponham a qualquer retirada, reivindicam vínculos mais fortes com a terra do que com o estado de Israel.